# 30430 Robertoegel
30430 Robertoegel è un asteroide della fascia principale. Scoperto nel 2000, presenta un'orbita caratterizzata da un semiasse maggiore pari a 2,3232173 UA e da un'eccentricità di 0,0865434, inclinata di 4,74324° rispetto all'eclittica.